# Isjätte

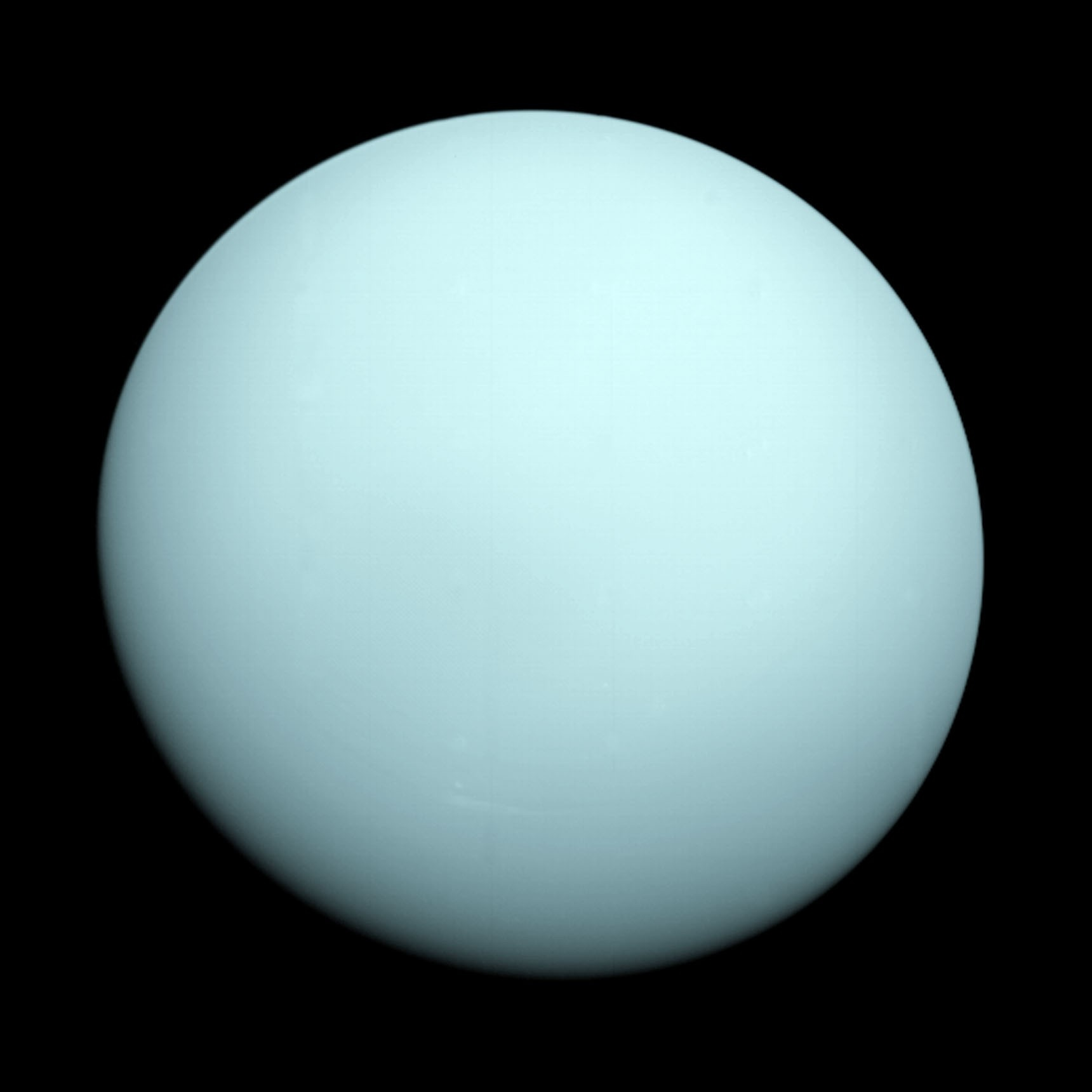
Uranus är den sjunde planeten från solen och består mestadels av grundämnen tyngre än väte och helium.

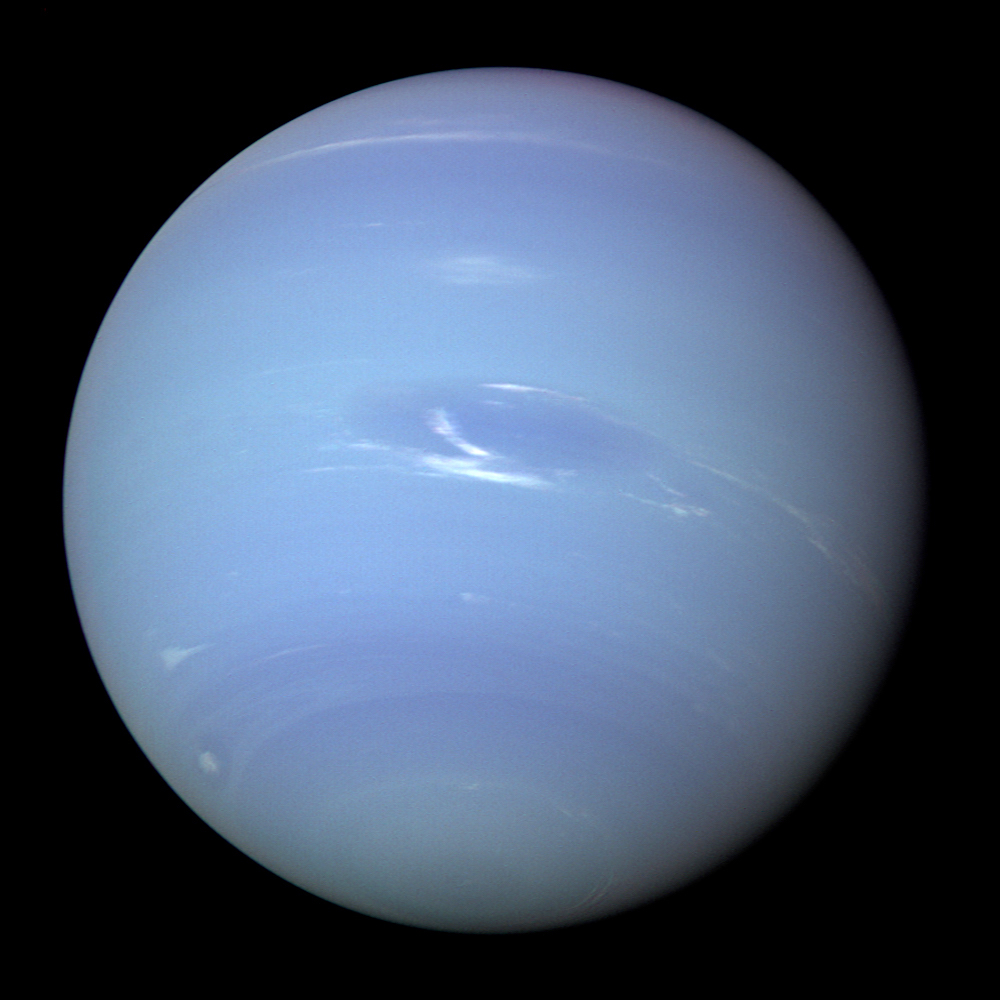
Neptunus räknas också som isjätte.

En isjätte är en typ av jätteplanet som främst består av grundämnen som är tyngre än väte och helium. Under 1990-talet blev det känt att väte utgör endast cirka 20 % av Uranus och Neptunus massa, till skillnad från Jupiter och Saturnus som till 90 % består av väte. Eftersom Uranus och Neptunus är både kallare och har en högre andel vatten (och andra molekyler som bildar iskristaller) i atmosfären än gasjättarna kom dessa att kallas isjättar, precis som exoplaneter med liknande sammansättning. Jupiter och Saturnus kallas fortfarande gasjättar.
Isjättar består huvudsakligen av vatten, troligen i form av en superkritisk vätska. Molnen som kan observeras på planeterna består dock sannolikt av iskristaller med en delvis annan sammansättning, förmodligen kondenseringar av metan eller svavelväte. Trots de låga temperaturerna som råder på isjättar kan det förekomma massiva stormar, i likhet med Jupiters stora röda fläck eller Saturnus återkommande utbrott.